# Favolaschia papuana
Favolaschia papuana är en svampart som beskrevs av Kobayasi 1982. Favolaschia papuana ingår i släktet Favolaschia och familjen Mycenaceae.   Inga underarter finns listade i Catalogue of Life.